# Noční optika
Noční optika je česká moderní jazzová skupina. Vznikla v roce 2001 jako kvartet kolem skladatele Jakuba Dvořáčka. V létě 2002 se přidal i kytarista a skladatel Miroslav Nosek. Kromě skladeb pro Noční optiku Jakub Dvořáček, absolvent Konzervatoře Jaroslava Ježka a Hudební fakulty AMU, skládá také hudbu k představením divadla Minor.
Členové kapely hráli dříve (nebo dosud hrají) i jiné hudební styly, např. bigbít, od toho se odvíjí výsledný styl skupiny, nejblíže k jazzu má Jakub Dvořáček a Jan Linhart, který je členem dalších jazzových formací (Jan Štolba Quartet, Vít Švec Trio). V současné sestavě Jana Linharta nahradil Jan Dvořák.
Skupina vydala pět studiových alb. Spolupracovali také s hercem Petrem Stachem na melodramatu Kat na text Friedricha Dürrenmatta (hudba Jakub Dvořáček).

## Obsazení
- Jakub Dvořáček – klavír, klávesy
- Miroslav Nosek – kytary
- Štěpán Zbytovský – příčná flétna
- Jan Keller – baskytary, violoncello
- Jan Dvořák – bicí

## Diskografie
- živé demo, 2001
- 17.2.2003 Kaštan, živá demonahrávka z KC Kaštan, 2CD, 2003
- Herbarium, ARTA Records, 2007
- Strojek z půdy, ARTA Records, 2011
- Astigma, 2014
- Chatter, 2014
- Coming soon, 2015
- Coral Beliefs Theory, 2017
- Uncork!, 2020
- Milostné písně, 2023 – EP s Jakubem Štorkem